# 古特施塔特-代彭之战
古特施塔特-代彭之战（法語：Bataille de Guttstadt-Deppen）发生于1807年6月5日至6日。此役中，由本尼希森伯爵率领的俄罗斯帝国军队袭击了法兰西第一帝国的米歇尔·内伊元帅的第1军。俄军在此役中压制了他们的对手，但内伊还是成功地用他寡不敌众的部队进行了一场精彩的后卫行动。在6日，内伊的部队成功与俄军脱离接触并撤回到帕斯文卡河的西侧。此役是拿破仑战争第四次反法同盟战役的一部分。
1807年6月初，俄军司令本尼希森伯爵在东普鲁士对拿破仑的法军进行一次进攻。俄军指挥官计划将内伊的部队困在几个汇合的俄军纵队之间。为了牵制内伊左翼的法军部队，本尼希森派安东·威廉·冯·莱斯托克的普鲁士军在施潘登袭击让-巴蒂斯特·贝尔纳多特元帅的部队，并命令德米特里·多赫图罗夫中将率领的俄罗斯军队在洛米滕袭击让·苏尔特元帅的部队。尽管俄军与三名法国元帅的部队都经历了激烈的战斗，但这项分割包围的计划却因为没有成功牵制附近的法国军队而失败。由于害怕被法军反包围，本尼希森在7日晚上下令撤退，此时拿破仑正好指示他的部队开始反击俄军。决定性的弗里德兰战役将在一周后的6月14日打响。

## 背景
在1807年2月7日至8日血腥的埃劳战役之后，法军士兵的露营地中听到的不是皇帝万岁（Vive l'Empereur），而是和平万岁（Vive la paix），可见法军士兵的厌战情绪已经抵达了一个高潮。2月17日，法军开始向西撤退到冬季营地。到23日，法军到达了他们的营地，阵型左翼是贝尔纳多特元帅的第1军，中间是苏尔特元帅的第4军，右边是达武元帅的第3军。内伊元帅的第6军则占领了古特施塔特的前沿阵地，而帝国卫队和预备骑兵则占领了奥斯特鲁达周围的后方区域。拿破仑派拉纳的第5军掩护华沙。奥热罗减员严重的第7军被解散，士兵被分配给其他军。
2月26日，普鲁士指挥官莱斯托克追击法军的行动在布劳恩斯贝格遭遇惨败，当时贝尔纳多特的部队击败了他的先锋部队。在这次行动中，俄普联军损失100人，有700名士兵被法军俘虏，6门火炮被法军缴获。法军的损失则没有报告，但可能是轻微的。与此同时，在华沙东北部，安纳·让·马里·勒内·萨瓦里的部队在奥斯特罗文卡之战中击败了伊万·埃森中将指挥的俄罗斯部队。法军阵亡1171人，其中一名将军阵亡。俄罗斯损失了2,500名士兵、七门火炮和两面旗帜。
1807年3月末，爱德华·莫蒂埃元帅将他的部队从施特拉尔松德之围撤出，打算将他们用于围攻科尔贝格。他的瑞典对手汉斯·亨里克·冯·埃森中将立即击退了寡不敌众的围攻者。得知消息后，莫蒂埃带着他的大部分士兵迅速返回，将瑞典人驱赶到佩讷河以北，双方于4月29日达成停战协议，这让莫蒂埃的许多部队得以脱身，让拿破仑可以专注于攻击但泽。
1807年3月10日，弗朗索瓦·勒菲弗元帅占领了但泽要塞。弗里德里希·阿道夫率领的普鲁士士兵在但泽围城战中进行了长时间的防御后，冯·卡尔克罗伊特伯爵于5月24日投降。驻军的370名军官和15,287名士兵中，有3,000人阵亡、受伤或死于疾病。法军有大约6,000人阵亡、受伤或死于疾病。法军军官伤亡28人，受伤105人。

## 战斗

### 计划
拿破仑在确保但泽的后方安全后，开始计划在6月10日左右发动进攻。当他收到俄军打算攻击他的情报时，拿破仑认为敌人的举动是“荒谬的”，因为在但泽被法军围困期间，俄军几乎没有给法军的行动带来麻烦。到了这个时候，拿破仑在波兰集结了220,000名士兵，而此地只有115,000名俄罗斯士兵和普鲁士士兵。拿破仑直接指挥190,000人，而安德烈·马塞纳元帅指挥其余的人。马塞纳的指示是保护华沙，守卫右翼，并威胁俄罗斯军队的战略左翼。

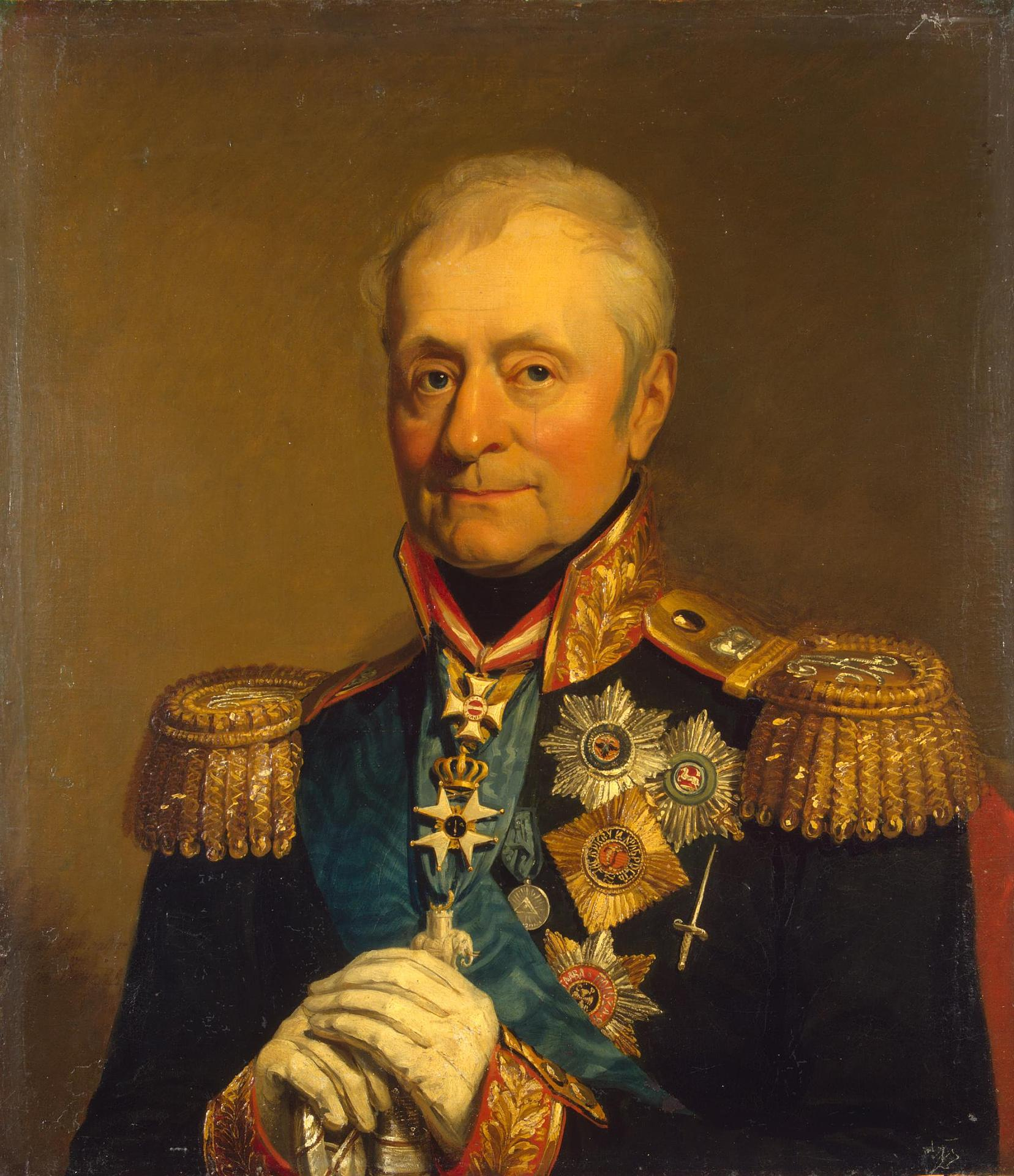
本尼希森伯爵

6月2日，本尼希森将他的军队集中在海尔斯贝格，并开始向拿破仑的阵线推进。俄军指挥官计划在涉及六个前进纵队的过于复杂的行动中摧毁内伊的军团。本尼希森派出由24个营和4门火炮组成的第1纵队穿过奥尔内塔，然后向南，将法军赶出帕斯文卡河东岸。俄军随后将向南移动并在埃尔迪蒂维尔基附近占据有利位置，从而阻止苏尔特的部队支持内伊。多赫图罗夫指挥第1纵队，其中包括他自己麾下由4,653人组成的第7师和彼得·基里洛维奇·埃森中将由5,670人组成的第8师。
法比安·戈特利布·冯德奥斯滕-萨肯中将率领俄罗斯-普鲁士联军的第2纵队，该纵队由42个步兵营、140个骑兵中队和9个炮兵连组成。本尼希森希望第2纵队在支援相邻的第1纵队和第3纵队的同时打击内伊的左翼。奥斯特-萨肯指挥着他麾下拥有6,432人的第3师、亚历山大·伊万诺维奇·奥斯特曼-托尔斯泰中将由9,615人组成的第2师和第14师、费奥多尔·彼得罗维奇·乌瓦罗夫少将由3,836名士兵组成的骑兵部队以及德米特里中将的2,982名骑兵组成。彼得·巴格拉季昂中将指挥着拥有42 个步兵营、10个骑兵中队和6个哥萨克团的第3纵队。这支由陆军先遣卫队组成的纵队将进攻古特施塔特以北，目的是切断内伊的部分部队。巴格拉季昂的第3纵队共有12,537名士兵。
阿列克谢·戈尔恰科夫中将掌管第4纵队，该纵队由第6师组成，共有12个步兵营、20个骑兵中队和3个哥萨克团。戈尔恰科夫奉命越过古特施塔特以南的维纳河，攻击内伊的右翼。第6师有10,873名士兵。共有6,347名士兵的第5纵队被委托给马特维·普拉托夫少将，在博格丹·冯·克诺林少将的支持下，这支纵队将在贝格弗里德越过维纳河，并试图包围内伊的右翼。普拉托夫少将率领3个步兵营、10个骑兵中队和9个哥萨克团。康斯坦丁·巴甫洛维奇指挥第6纵队，该部由第1帝国卫队师组成。巴甫洛维奇的部队构成俄军的后备部队，包括28个步兵营、28个骑兵中队和3个火炮连，共17,000名士兵。

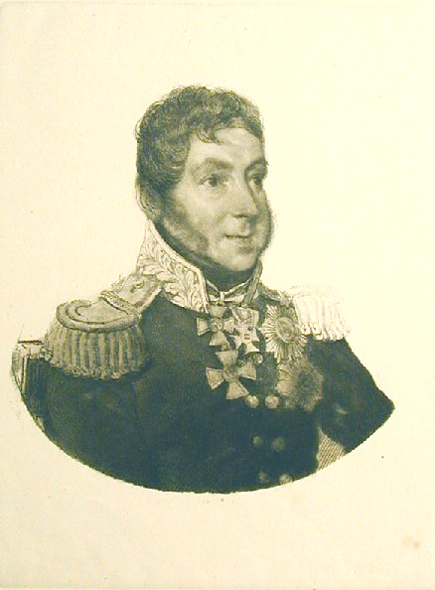
阿列克谢·戈尔恰科夫

本尼希森指示普鲁士军队指挥官莱斯托克对法军第1军发起进攻。在守卫通往柯尼斯堡的道路时，普鲁士军队会将贝尔纳多特牵制在原地。莱斯托克指挥大约20,000名士兵和78门火炮，其中15,000名士兵是普鲁士人。俄罗斯特遣队由尼古拉·卡缅斯基中将率领。最后，彼得·亚历山德罗维奇·托尔斯泰中将率领15,800名士兵在华沙东北部监视马塞纳的右翼。
由于内伊的先锋被森林挡住了，本尼希森希望在对手采取有效反制措施之前，可以摧毁法国人的军队。结果，法军情报人员获得了足够的信息，内伊下令在古特施塔特和代彭之间集中注意力。他还给苏尔特发了一条信息，要求他守住埃尔迪滕，另一个给达武，要求他保护右边的贝格弗里德。

### 施潘登

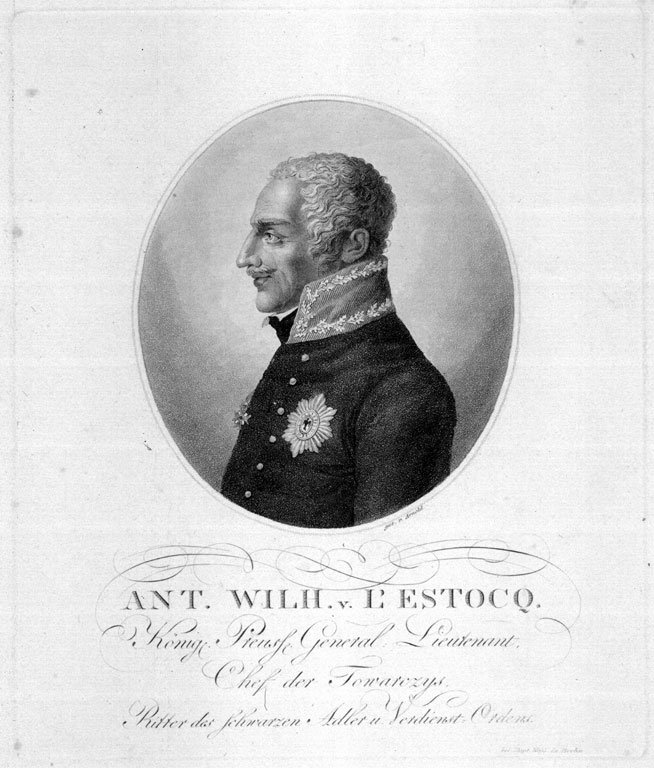
安东·冯·莱斯托克

本尼希森最初要求在6月4日开始进攻。因此，莱斯托克在梅尔萨克召集了一个师的部队。4日上午，普鲁士军队向西南移动至施潘登，开始攻击贝尔纳多特的桥头堡。但普鲁士人不知道，本尼希森将进攻推迟了一天，新的命令也没有正确传达。在沃姆迪特的多赫图罗夫听到炮火声，便给普鲁士军官发了一张纸条询问原因。意识到自己的错误后，普鲁士人撤回了进攻部队，但贝尔纳多特因为当天的事件而变得非常警觉。

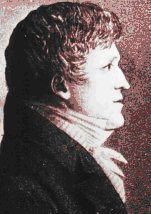
欧仁-卡西米尔·维拉特

6月5日上午10时，普鲁士军队在米夏埃尔·沙布欣斯基·冯·伦博少将的指挥下在施潘登袭击了欧仁-卡西米尔·维拉特将军的师。伦博指挥着3,000名步兵和1,500名骑兵。维拉特指挥贝尔纳-乔治-弗朗索瓦·弗雷尔的一个旅，外加第27轻步兵团和第63线列步兵团各两个营，以及第17和第19龙骑兵团各三个中队。第63线列步兵团是从第7军调来的单位之一。
维拉特在桥头堡部署了第27轻步兵团和第63线列步兵团第17龙骑兵团。
莱斯托克接到的命令是牵制贝尔纳多特的部队。然而，他的副官圣保罗少校说服他下令对法军的阵地发起全面进攻。在施潘登桥头堡被大炮轰炸两个小时后，伦博率领的俄罗斯步兵推进了进攻。第27轻步兵团在四门大炮和一门榴弹炮的支持下，等到俄罗斯人进入近距离，然后用一系列齐射轰炸进攻的俄军。俄军在遭到重创后被迫撤离，途中被法军第17龙骑兵团追赶。莱斯托克承认有500人伤亡，而法国人声称造成700至800人伤亡。法军的第1军司令贝尔纳多特头部中弹，不得不将第1军的指挥权交给克洛德·维克托-佩兰将军。同样在5日，皮埃尔·杜邦·德莱唐的师击退了布劳恩斯贝格附近的普鲁士侦察部队。

### 洛米滕

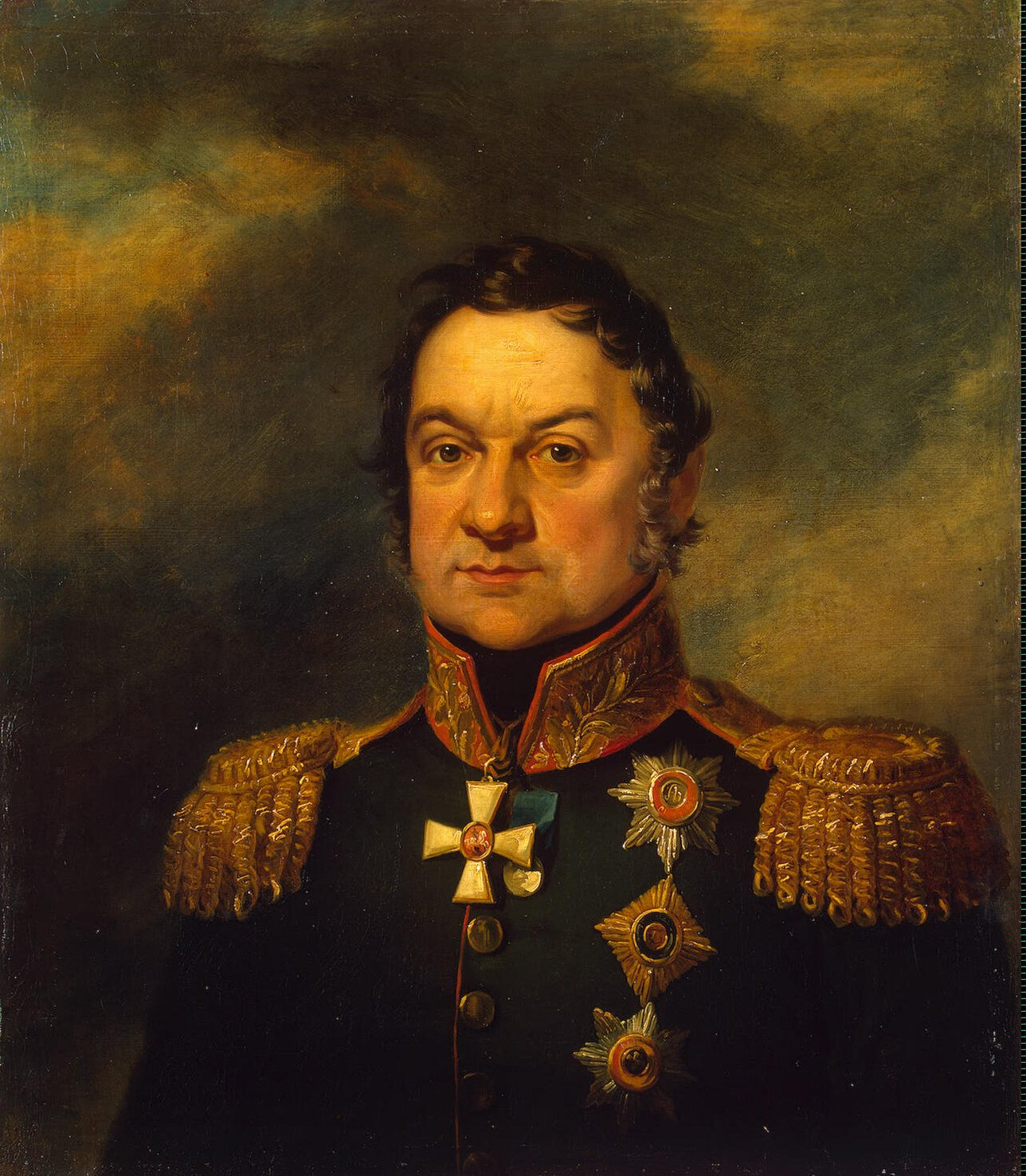
德米特里·多赫图罗夫

5日早上6时，多赫图罗夫的部队开始袭击苏尔特的前哨阵地。第4军的克洛德·卡拉·圣西尔将军的部队保卫了洛米滕的法军桥头堡。位于帕斯文卡河东岸的两个堡垒由一排胸墙相连。这些野战工作由第57线列步兵团的第1营和4门大炮保卫。在左边，第57线列步兵团的第2营保卫了一个被阿巴蒂斯包围的林地。第24轻步兵团的一个营直接支援西岸，而第24轻步兵团的第二个营则在更北的波东吉和奥尔科沃监视河流。卡拉·圣西尔将他的其他部队派到后方驻守。

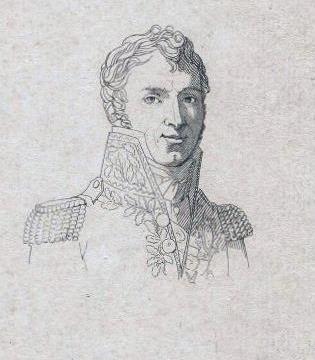
克洛德·卡拉·圣西尔

多赫图罗夫于6月5日上午8时向法军发起了进攻。大约在同一时间，一支俄罗斯骑兵分队在波东吉附近越过帕斯文卡河，一支步兵和炮兵部队在奥尔科沃进行了侦察。第24轻步兵营在波东吉向进犯的俄军发起进攻，并将其赶回东岸。与此同时，在洛米滕，多赫图罗夫的部队在最初的冲锋中奋力穿过阿提斯，却被击退。当卡拉·圣西尔的增援部队到达并重组防线时，俄军再次冲锋并几乎占领了树林。但法军的反击夺回了树林并将其占领四个小时。
此时，第46线列步兵营和第24轻步兵营已经保卫洛米滕八个小时，最后，俄军试图发起总攻。当法军两个营进行反击时，这次进攻顷刻化为乌有。此时，苏尔特下达命令，允许卡拉·圣西尔的部队撤离桥头堡。由于俄军炮兵几乎将阵地夷为平地，并放火烧了洛米滕村，谨慎行事的卡拉·圣西尔下达了撤退的指令。即便如此，法军仍然封锁了这座桥，俄军在晚上8时向沃姆迪特撤退。
法军的报告称，此次作战共有106人死亡，1,079人受伤，并声称他们的对手俄罗斯军队有至少800人死亡，2,000人受伤。历史学家迪格比·史密斯（Digby Smith）称这次行动是俄罗斯的胜利。当他的部队在洛米滕受到重创时，多赫图罗夫将其余的部队向南带到埃尔迪滕附近的桥上。当地的法国指挥官路易-樊尚-约瑟夫·圣伊莱尔将军全力保卫了这座桥，但俄罗斯军队没有试图进攻。

### 古特施塔特-代彭

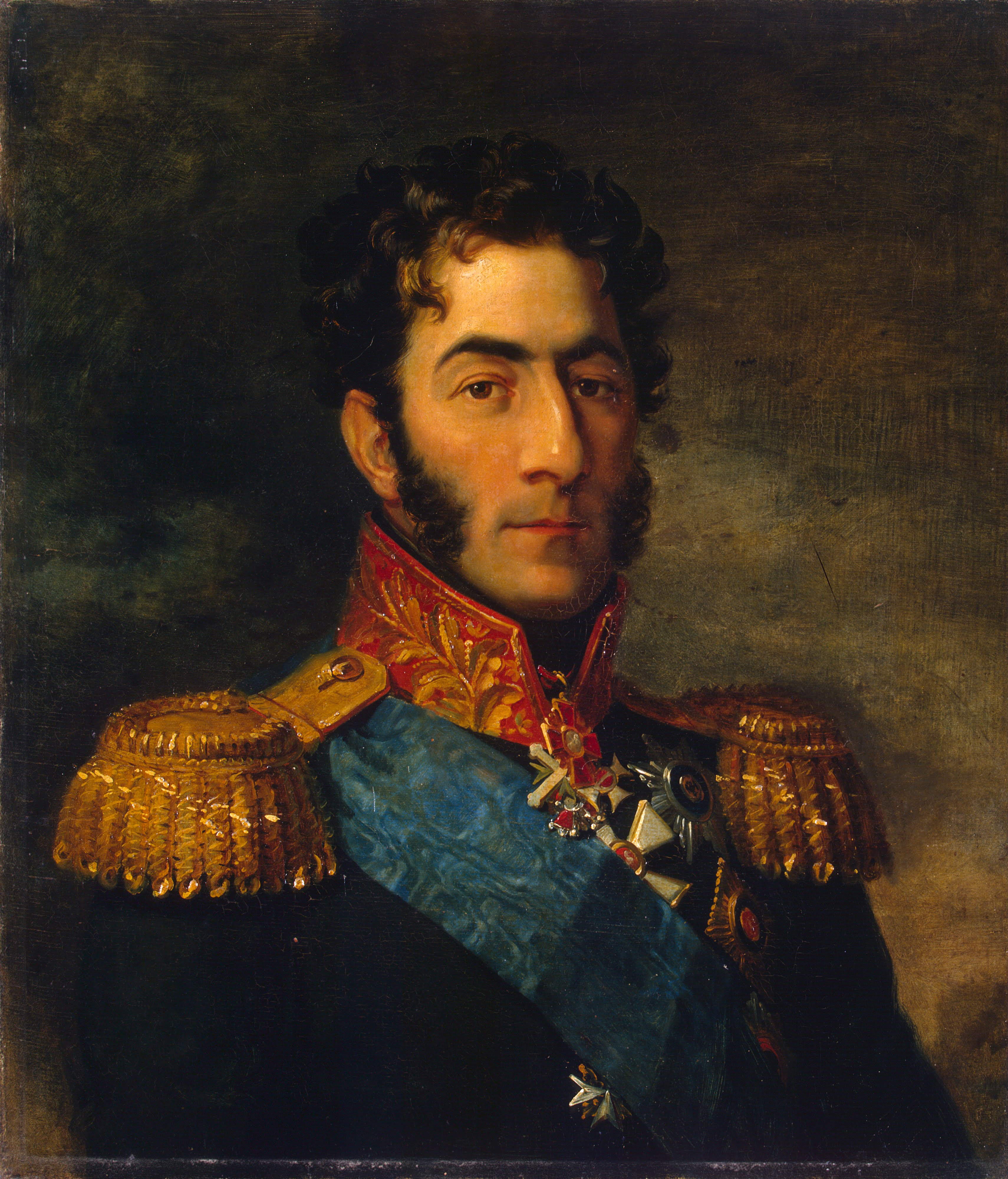
彼得·巴格拉季昂

内伊在北部的古特施塔特和阿尔特基希部署了让·加布里埃尔·马尔尚将军的师，在斯莫拉伊尼附近的树林中部署了一个步兵和一个骑兵团。在南部和西部的村庄部署了巴蒂斯特·皮埃尔·比松的师。马尔尚指挥第6轻步兵、第39线列步兵、第69线列步兵和第76线列步兵团。比松指挥第25轻步兵、第27线列步兵、第50线列步兵和第59线列步兵团。所有的步兵团都由两个营组成。一支强大的骑兵特遣队也在支持第6军，包括第3、第5、第7和第8轻骑兵团、第14和第 24骠骑兵团和第12龙骑兵团。除龙骑兵有四个中队外，其他所有骑兵团都有三个中队。本尼希森率领的俄军有63,000名士兵，人数大大超过了内伊，后者只有17,000人。

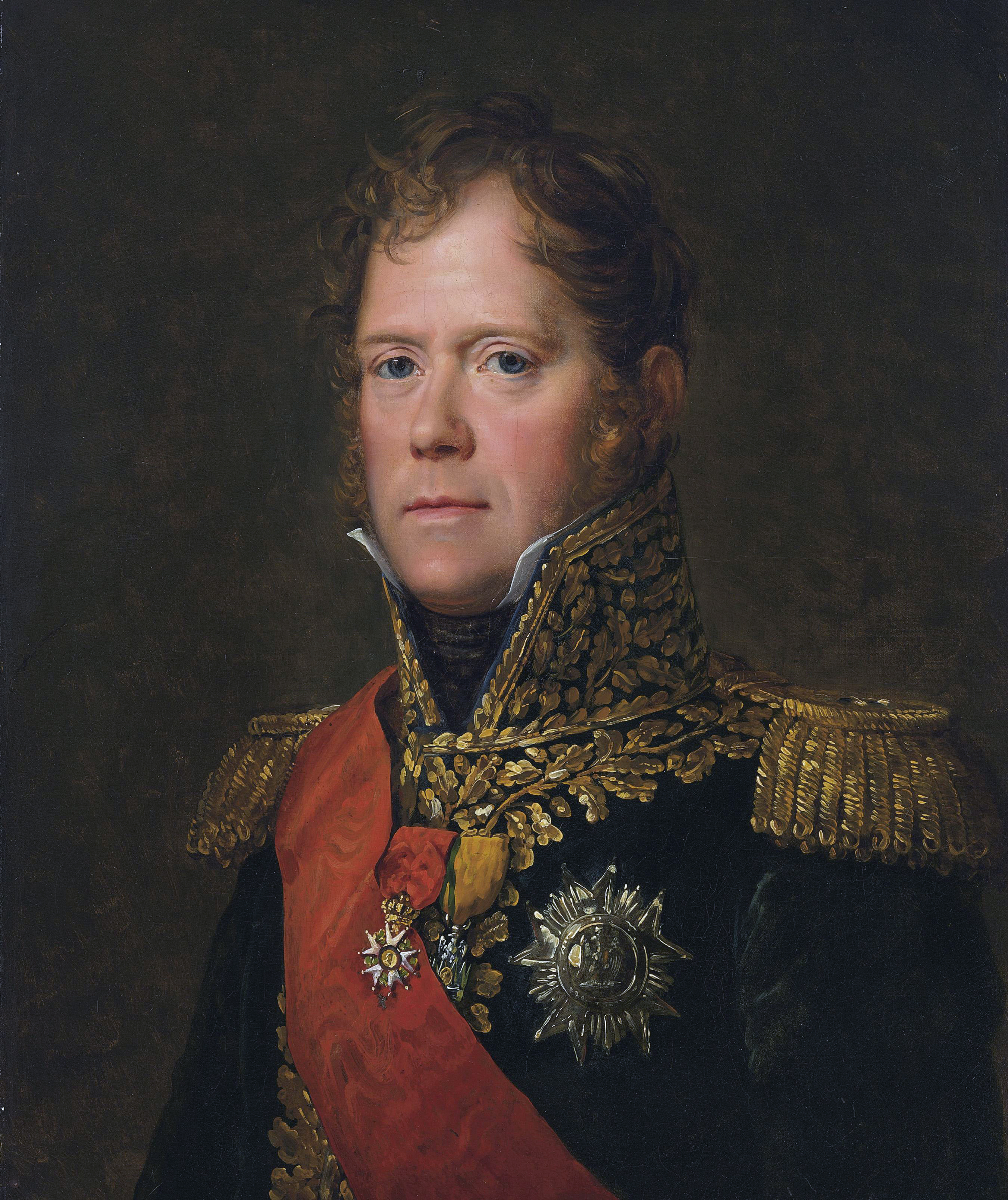
米歇尔·内伊

6月5日早上6时，彼得·巴格拉季昂向阿尔特基希推进并迅速将其占领。在阿尔特基希，俄军的先遣部队指挥官犹豫不决，因为第2纵队和第4纵队的行军进度已经落后。内伊利用这个机会撤回了斯莫拉伊尼的部队，同时对巴格拉季昂发起了强有力的反击。俄军在这次遭遇战中损失了500人，而法军的损失则没有说明。随着奥斯特-萨肯指挥的强大的联军第2纵队开始出现在他的左侧，内伊选择边战边退，最大限度地减少交火。
在法军撤离后，戈尔恰科夫的第4纵队占领了古特施塔特。普拉托夫在贝格弗里德加入了俄军的左翼。到下午3时，内伊在安肯多夫附近占据了一个面向东北的位置。右翼受到奎茨湖（Queetz Lake）的保护，中心有一条小河道，左翼有代彭以北的一片小森林。一天的交战就这样结束了。
6月6日早上，内伊仍然在原地坚守。俄军的进攻于凌晨5时开始，戈利岑攻击法国左翼，希望夺取代彭的桥梁并切断内伊的撤退道路。奥斯特-萨肯袭击了法军中央阵地，而戈尔恰科夫则袭击了法军的右翼。本尼希森将彼得·巴格拉季昂的前锋和康斯坦丁·巴甫洛维奇的近卫作为预备队。内伊充分的防守让戈尔恰科夫完全摸不着头脑，俄军的左路和中路都被法军压了回去。戈尔恰科夫希望从侧翼发起进攻以便将内伊移出阵地。于是他将他的士兵带离战场几个小时，试图绕到法军侧翼。这一失误减轻了法军右翼的压力，内伊利用这个喘息的机会转移部队来增援他的左翼和中央阵地。内伊最终在代彭撤出了他的部队，法军几乎没有损失就逃脱了。

## 结果
历史学家迪格比·史密斯认为俄罗斯军队取得了此次战斗的胜利。然而，本尼希森对他未能摧毁内伊的部队而感到非常愤怒，以至于他将愤怒发泄在奥斯特-萨肯身上，他声称，奥斯特-萨肯无视了多次进攻的命令。据官方公告，俄军缴获了两门火炮和第6军的辎重车队，俘虏了73名军官和1,568名士兵，其中包括弗朗索瓦·罗盖将军；据称有2,000名法军阵亡。本尼希森失去了大约2,000名士兵，其中包括奥斯特曼-托尔斯泰和安德烈·安德烈耶维奇·索莫夫中将。
那天晚上，本尼希森将他的总部设在海利根塔尔，他的大部分军队就在附近。戈尔恰科夫驻守在古特施塔特，而莱斯托克和卡缅斯基则在梅尔萨克附近徘徊。根据历史学家弗朗西斯·洛兰·彼得的说法，俄罗斯的进攻已经过度消耗了自身的力量，以至于部队陷入停顿。法军方面，拿破仑则立即开始集结军队进行反攻。本尼希森命令他的军队在6月7日晚上撤退。俄军接下来在6月10日的海尔斯贝格战役中击退了法军。但在弗里德兰，拿破仑于1807年6月14日赢得了这一决定性的胜利，最终同盟国与法国签订了提尔西特条约。

## 脚注
1. 1 2  Petre, 283-284
2. 1 2 3 4  Smith, 247
3. ↑  Chandler Campaigns, 550
4. ↑  Petre, 222
5. ↑  Chandler Campaigns, 551
6. ↑  Petre, 227
7. ↑  Smith, 244
8. ↑  Smith, 243
9. ↑  Petre, 265
10. ↑  Smith, 245
11. ↑  Petre, 273
12. ↑  Chandler Campaigns, 564-565
13. 1 2 3  Petre, 275-276
14. ↑  Petre, 269
15. 1 2 3  Petre, 275 & 277
16. ↑  Petre, 277
17. ↑  Petre, 278
18. 1 2 3 4 5 6  Smith, 246
19. ↑  Chandler Jena, 37
20. 1 2  Petre, 279
21. 1 2  Petre, 280
22. 1 2  Petre, 281
23. 1 2  Petre, 282
24. 1 2 3  Petre, 283
25. 1 2  Petre, 284
26. ↑  Davis J. Eighteen Original Journals of the Eighteen Campaigns of the Emperor Napoleon: Being Those in which He Personally Commanded in Chief. 1817. V. II. P. 179
27. ↑  Wilson R. Brief Remarks on the Character and Composition of the Russian Army and a Sketch of the Campaigns in Poland in the Years 1806 and 1807. Egerton, 1810. P. 249
28. 1 2  Summerville Ch. J. Napoleon's Polish Gamble: Eylau and Friedland 1807. Pen & Sword Military, 2005. P. 117
29. ↑  Petre, 286
30. ↑  Chandler Campaigns, 582